# DOWN BY THE MAINSTREET
『DOWN BY THE MAINSTREET』（ダウン・バイ・ザ・メインストリート）は、1984年10月21日に発売された浜田省吾の9枚目のアルバム。
発売当初は、正式な英題とは別に邦題で『メインストリート』とカタカナで記載されていたが、1999年以降アルバムについて記述する際は全て英語表記となっている。

## 背景
浜田がホリプロを離れて、個人事務所『ロード&スカイ』を設立してから制作した最初のオリジナル・アルバム。ライブの定番曲である「MONEY」と「HELLO ROCK&ROLL CITY」が収録されている。特に「HELLO ROCK&ROLL CITY」は、ライブ会場がある都市名に歌詞を変えて歌うことが恒例となっており、挨拶代わりの一曲として歌われる。
浜田自身が初めてプロデュースしたアルバムで、本作の楽曲について、浜田は「本来なら『生まれたところを遠く離れて』から『君が人生の時…』の時期に作りたかった」と語っている。
地方都市に暮らす10代の少年達がアルバムの主人公で、浜田自身の青春時代の姿も重ねられている。手書きのイラストによるジャケットも、青春映画を想起させるような作りになっている。

## 再発盤
1999年にリミックス、リマスタリングされ再発された。ちなみに、1999年再発CDはジャケットのイラストが変わっている。

## 記録
オリコンチャートでは、自己最高（発売当時）となる2位を記録した。
1996年時点での累計売上は563,316枚（アナログ盤・CD・カセットを合わせた総計）。

## 収録曲

### LP盤
| 全作詞・作曲: 浜田省吾。 |                          |           |            |                     |      |
| #                        | タイトル                 | 作詞      | 作曲・編曲 | 編曲                | 時間 |
| 1.                       | 「MONEY」                | 浜田省吾  | 浜田省吾   | 町支寛二            | 5:15 |
| 2.                       | 「DADDY'S TOWN」         | 浜田省吾  | 浜田省吾   | 板倉雅一 & 江澤宏明 | 5:15 |
| 3.                       | 「DANCE」(Album Version) | 浜田省吾  | 浜田省吾   | 浜田省吾            | 5:17 |
| 4.                       | 「SILENCE」              | 浜田省吾  | 浜田省吾   | 古村敏比古          | 5:51 |
| 合計時間:                | 合計時間:                | 合計時間: | 21:38      |                     |      |

| 全作詞・作曲: 浜田省吾。 |                          |           |            |                     |      |
| #                        | タイトル                 | 作詞      | 作曲・編曲 | 編曲                | 時間 |
| 1.                       | 「EDGE OF THE KNIFE」    | 浜田省吾  | 浜田省吾   | 江澤宏明            | 4:54 |
| 2.                       | 「MIRROR」               | 浜田省吾  | 浜田省吾   | 町支寛二            | 0:35 |
| 3.                       | 「A THOUSAND NIGHTS」    | 浜田省吾  | 浜田省吾   | 板倉雅一 & 江澤宏明 | 2:39 |
| 4.                       | 「HELLO ROCK&ROLL CITY」 | 浜田省吾  | 浜田省吾   | 古村敏比古          | 5:12 |
| 5.                       | 「PAIN」                 | 浜田省吾  | 浜田省吾   | 板倉雅一            | 5:38 |
| 6.                       | 「MAINSTREET」           | 浜田省吾  | 浜田省吾   | 浜田省吾            | 4:26 |
| 合計時間:                | 合計時間:                | 合計時間: | 23:24      |                     |      |

### CD盤
| 全作詞・作曲: 浜田省吾。 |                          |           |            |                     |      |
| #                        | タイトル                 | 作詞      | 作曲・編曲 | 編曲                | 時間 |
| 1.                       | 「MONEY」                | 浜田省吾  | 浜田省吾   | 町支寛二            | 5:15 |
| 2.                       | 「DADDY'S TOWN」         | 浜田省吾  | 浜田省吾   | 板倉雅一 & 江澤宏明 | 5:15 |
| 3.                       | 「DANCE」(Album Version) | 浜田省吾  | 浜田省吾   | 浜田省吾            | 5:17 |
| 4.                       | 「SILENCE」              | 浜田省吾  | 浜田省吾   | 古村敏比古          | 5:51 |
| 5.                       | 「EDGE OF THE KNIFE」    | 浜田省吾  | 浜田省吾   | 江澤宏明            | 4:54 |
| 6.                       | 「MIRROR」               | 浜田省吾  | 浜田省吾   | 町支寛二            | 0:35 |
| 7.                       | 「A THOUSAND NIGHTS」    | 浜田省吾  | 浜田省吾   | 板倉雅一 & 江澤宏明 | 2:39 |
| 8.                       | 「HELLO ROCK&ROLL CITY」 | 浜田省吾  | 浜田省吾   | 古村敏比古          | 5:12 |
| 9.                       | 「PAIN」                 | 浜田省吾  | 浜田省吾   | 板倉雅一            | 5:38 |
| 10.                      | 「MAINSTREET」           | 浜田省吾  | 浜田省吾   | 浜田省吾            | 4:26 |
| 合計時間:                | 合計時間:                | 合計時間: | 45:02      |                     |      |

## 楽曲解説
1. MONEY
  - シングル・カットはされていないものの、浜田の楽曲の中では一般的な認知度が高く、拝金主義に皮肉を投げかける楽曲[2]。“金持ちの象徴”として、歌詞に「純白のメルセデス」や「ドン・ペリニヨン」が出てくる。当時はドン・ペリニヨンがあまり知られていなかったため、「ドン・ペリニヨンって何ですか?」とよく聞かれたという[4]。
2. DADDY'S TOWN
  - 浪人時代を過ごした広島県大竹市が舞台だと言われている。
3. DANCE (Album Version)
  - アルバムからの先行シングルとして発売され[2]、オリコンチャートで20位を記録。シングルとは別バージョンで、シングル盤とはアレンジと歌詞が異なる。シングル盤はデジタル・サウンドを前面に押し出している。2020年に、両A面シングル「MIRROR/DANCE」でリメイクされた[5]。
4. SILENCE
5. EDGE OF THE KNIFE
6. MIRROR
  - 30秒ほどのアカペラ・ソング。「DANCE」同様、2020年に両A面シングル「MIRROR/DANCE」でリメイクされた[5]
7. A THOUSAND NIGHTS
8. HELLO ROCK&ROLL CITY
  - ライブでの定番ナンバーのひとつ。歌詞のフレーズを会場がある地名に換えて歌われる。また、ライブでは2番の歌詞は歌われない。
9. PAIN
10. MAINSTREET
  - 実質的なタイトル・ナンバーとなる楽曲。当初はアルバムのエンディングを「WALKING IN THE RAIN」にするという案もあった。

## 参加ミュージシャン
| MONEY - Drums：滝本季延 - Bass：江澤宏明 - Electric Guitar：町支寛二 & 法田勇虫 - Acoustic Piano：板倉雅一 - Synthesizers：岩崎肇 - Tenor Saxophone：古村敏比古 - Guitar Solo：法田勇虫 - Chorus：町支寛二 DADDY'S TOWN - Drums：島村英二 - Bass：江澤宏明 - Electric Guitar：佐藤英二 & 法田勇虫 - Electric Piano & Synthesizers：板倉雅一 - Tenor Saxophone：古村敏比古 - Guitar Solo：法田勇虫 - Chorus：町支寛二 DANCE (Album Version) - Drums：滝本季延 - Bass：江澤宏明 - Electric Guitar：町支寛二 & 法田勇虫 - Acoustic & Electric Piano：板倉雅一 - Synthesizers：岩崎肇 - Tenor Saxophone：古村敏比古 - Percussion：Pecker - Chorus：町支寛二 SILENCE - Drums：滝本季延 - Bass：江澤宏明 - Electric Guitar：町支寛二 - Electric Piano：板倉雅一 - Synthesizer：岩崎肇 - Alto Tenor & Baritone Saxophone：古村敏比古 - Percussion：Pecker - Chorus：町支寛二 EDGE OF THE KNIFE - Drums：野口明彦 - Bass：江澤宏明 - Electric Guitar：町支寛二 & 法田勇虫 - Electric Piano & Synthesizer：板倉雅一 - Alto Saxophone：古村敏比古 - Chorus：町支寛二 | MIRROR - Chorus：町支寛二 A THOUSAND NIGHTS - Drums：島村英二 - Bass：江澤宏明 - Electric Guitar：法田勇虫 - Synthesizer：板倉雅一 - Trumpet：兼崎順一 & 林研一郎 - Alto Saxophone：沢井原兒 - Tenor Saxophone：包国充 - Baritone Saxophone & Tambourine：古村敏比古 - Trombone：早川隆章 - Harmonica：浜田省吾 - Chorus：町支寛二 HELLO ROCK&ROLL CITY - Drums：野口明彦 - Bass：江澤宏明 - Electric Guitar：町支寛二 & 法田勇虫 - Electric Piano & Organ：板倉雅一 - Percussion：Pecker - Trumpet：兼崎順一 & 小林正弘 - Alto Saxophone：沢井原兒 - Tenor Saxophone：包国充 - Trombone：池谷明宏 - Baritone Sax & Tenor Saxophone Solo：古村敏比古 - Chorus：町支寛二 PAIN - Drums：滝本季延 - Bass：江澤宏明 - Acoustic Guitar：笛吹利明 - Acoustic Piano & Synthesizer：板倉雅一 - Harmonica：八木のぶお - Chorus：町支寛二 MAINSTREET - Drums：滝本季延 - Bass：江澤宏明 - Electric Guitar：町支寛二 & 法田勇虫 - Acoustic Piano & Synthesizer：板倉雅一 - Tenor Saxophone：古村敏比古 - Guitar Solo：法田勇虫 & 町支寛二 - Chorus：町支寛二 |